# Margaret Hartley
Margaret Boulton Hartley (* 25. Februar 1906 in Nelson; † 15. November 1964 in Wirral) war eine britische Turnerin.

## Erfolge
Margaret Hartley nahm 1928 an den Olympischen Spielen in Amsterdam teil und gehörte bei diesen zur britischen Turnriege im Mannschaftsmehrkampf, bei dem insgesamt fünf Mannschaften antraten. Den Wettkampf schlossen die Britinnen mit 258,25 Punkten auf dem dritten Platz ab, hinter den siegreichen Niederländerinnen, die mit 316,75 Punkten Olympiasiegerinnen wurden, und den mit 289 Punkten zweitplatzierten Italienerinnen. Dahinter folgten die Mannschaften Ungarns und Frankreich. Hartley erhielt somit zusammen mit Annie Broadbent, Lucy Desmond, Amy Jagger, Queenie Judd, Jessie Kite, Midge Moreman, Carrie Pickles, Ethel Seymour, Ada Smith, Hilda Smith und Doris Woods die Bronzemedaille.
Mit dem Bradford Gymnasium Club gewann Hartley ein Jahr zuvor die Landesmeisterschaften im Mannschaftsmehrkampf. 1928 sicherte sie sich mit dieser Mannschaft den Gewinn der Northern Counties Team Championship.